# Александров, Алексей Александрович
Алексе́й Алекса́ндрович Александров (род. 1 декабря 1930, Архангельск) — советский и российский учёный-теплотехник, доктор технических наук, профессор МЭИ, заслуженный деятель науки Российской Федерации (2002), лауреат Государственной премии РФ (1996).

## Биография
В 1950 году окончил судостроительный техникум в Архангельске. В том же году поступил в Московский энергетический институт (МЭИ). В 1956 году, после окончания института, начал работать инженером кафедры теоретических основ теплотехники МЭИ. С 1957 по 1960 годы учился в аспирантуре, занимался исследованием удельных объёмов водяного пара до температур в 900 °С; данные от исследований в дальнейшем легли в основу новых уравнений состояния воды и пара. В 1962 году защитил кандидатскую диссертацию на тему «Экспериментальное определение удельных объёмов водяного пара при температурах от 400 до 900 °С и давлениях от 50 до 1200 кг/см²».
В 1963 года получил научное звание доцента кафедры теоретических основ теплотехники. В 1982 году защитил докторскую диссертацию на тему «Исследование теплофизических свойств обычной и тяжелой воды». Доктор технических наук, с 1985 года профессор.
В 1970-х годах под его руководством в МЭИ была создана экспериментальная установка для измерения скоростей звука при температурах до 650 К и давлениях до 100 МПа, получены уравнения теплофизических свойств воды и водяного пара в большом диапазоне параметров состояния.
В соавторстве с профессорами кафедры теоретических основ теплотехники М. П. Вукаловичем, С. Л. Ривкиным и другими создал таблицы свойств воды и водяного пара. Таблицы были аттестованы как стандартно-справочные.
Ведёт учебную и методическую работу на теплоэнергетическом факультете МЭИ. Под его научным руководством было подготовлено и защищено 12 кандидатских диссертаций (Джураева Е. В. «Исследование схем использования детандер генераторных агрегатов в энергетике и системах газоснабжения»).
Председатель Российского национального комитета по свойствам водяного пара и воды, с 1992 года является почётным членом Международной ассоциации по свойствам пара и воды (IAPS).
Автор около 200 научных работ в области термодинамики и теплофизических свойств веществ, соавтор программы WaterSteamPro, применяемой для расчёта свойств газов и смесей газов, воды и водяного пара.

## Награды и звания
- Заслуженный профессор МЭИ (1998).
- Заслуженный деятель науки Российской Федерации (2002).
- Орден «За вклад в просвещение» (2006).
- Премия Совета Министров СССР (1987).

## Труды
- Тепло-физические свойства воды и водяного пара/ С. Л. Ривкин, А. А. Александров. — М. : Энергия, 1980.
- Динамическая вязкость и теплопроводность воды в критической области. / А. А. Александров, А. Б. Матвеев. // ТВТ, 19:2 (1981).
- Практикум по технической термодинамике: учеб. пособие для вузов / В. Н. Зубарев, А. А. Александров, В. С. Охотин. — 3-е изд., перераб. — М. : Энергоатомиздат, 1986.
- Таблицы теплофизических свойств воды и водяного пара: справочник / А. А. Александров, Б. А. Григорьев. — М. : МЭИ, 2003.
- Теплофизические свойства рабочих веществ теплоэнергетики : справочник / А. А. Александров, К. А. Орлов, В. Ф. Очков. — Москва : Издат. дом МЭИ, 2009. — 223, [1] с. : ил., табл.; 27 см; ISBN 978-5-383-00405-0